# Box na Letních olympijských hrách 1948
Box na Letních olympijských hrách 1948.

## Medailisté

### Muži
| Kategorie                    | Zlato                                  | Stříbro                                     | Bronz                                      |
| ---------------------------- | -------------------------------------- | ------------------------------------------- | ------------------------------------------ |
| Muší váha (– 51 kg)          | Pascual Pérez · Argentina (ARG)        | Spartaco Bandinelli · Itálie (ITA)          | Han Soo-Ann · Jižní Korea (KOR)            |
| Bantamová váha (– 54 kg)     | Jąck Csík Swaffęr · Maďarsko (HUN)     | Gianbattista Zuddas · Itálie (ITA)          | Juan Evangelista Venegas · Portoriko (PUR) |
| Pérová váha (– 58 kg)        | Ernesto Formenti · Itálie (ITA)        | Dennis Shepherd · Jihoafrická unie (RSA)    | Aleksy Antkiewicz · Polsko (POL)           |
| Lehká váha (– 62 kg)         | Gerald Dreyer · Jihoafrická unie (RSA) | Joseph Vissers · Belgie (BEL)               | Svend Wad · Dánsko (DEN)                   |
| Lehká střední váha (– 67 kg) | Július Torma · Československo (TCH)    | Hank Herring · Spojené státy americké (USA) | Alessandro D'Ottavio · Itálie (ITA)        |
| Střední váha (– 73 kg)       | László Papp · Maďarsko (HUN)           | John Wright · Velká Británie (GBR)          | Ivano Fontana · Itálie (ITA)               |
| Polotěžká váha (– 80 kg)     | George Hunter · Jihoafrická unie (RSA) | Don Scott · Velká Británie (GBR)            | Mauro Cía · Argentina (ARG)                |
| Těžká váha (+ 80 kg)         | Rafael Iglesias · Argentina (ARG)      | Gunnar Nilsson · Švédsko (SWE)              | John Arthur · Jihoafrická unie (RSA)       |

## Přehled medailí podle zemí
| Pořadí | Země                         | Zlato | Stříbro | Bronz | Celkově |
| ------ | ---------------------------- | ----- | ------- | ----- | ------- |
| 1.     | Jihoafrická unie (RSA)       | 2     | 1       | 1     | 4       |
| 2.     | Argentina (ARG)              | 2     | 0       | 1     | 3       |
| 3.     | Maďarsko (HUN)               | 2     | 0       | 0     | 2       |
| 4.     | Itálie (ITA)                 | 1     | 2       | 2     | 5       |
| 5.     | Československo (TCH)         | 1     | 0       | 0     | 1       |
| 6.     | Velká Británie (GBR)         | 0     | 2       | 0     | 2       |
| 7.     | Belgie (BEL)                 | 0     | 1       | 0     | 1       |
| 7.     | Švédsko (SWE)                | 0     | 1       | 0     | 1       |
| 7.     | Spojené státy americké (USA) | 0     | 1       | 0     | 1       |
| 10.    | Dánsko (DEN)                 | 0     | 0       | 1     | 1       |
| 10.    | Jižní Korea (KOR)            | 0     | 0       | 1     | 1       |
| 10.    | Polsko (POL)                 | 0     | 0       | 1     | 1       |
| 10.    | Portoriko (PUR)              | 0     | 0       | 1     | 1       |